# Hannes Hubach
Johannes Hubach (* 2. Mai 1962) ist ein Kameramann.

## Leben
Johannes Hubach, häufig nur als Hannes Hubach bekannt, debütierte 1997 mit der Polizeikomödie Die Musterknaben als Kameramann für einen Langspielfilm. Mehrfach wurde er für seine Kameraarbeiten für Filmpreise nominiert und ausgezeichnet. So wurde er 2004 mit dem Deutschen Kamerapreis für seine Arbeit an Zwischen Nacht und Tag ausgezeichnet. Für Lollipop Monster erhielt er 2011 den Bayerischen Filmpreis.
Hubach ist Mitglied im Berufsverband Kinematografie (BVK).

## Filmografie (Auswahl)
- 1997: Die Musterknaben
- 1999: Die Musterknaben 2
- 2000: Kanak Attack
- 2000: Tödliche Wildnis – Sie waren jung und mussten sterben
- 2001: Emil und die Detektive
- 2001: Rette deine Haut
- 2002: Extreme Ops
- 2002: Zimmer der Angst
- 2003: Die Musterknaben 3 – 1000 und eine Nacht
- 2004: Autobahnraser
- 2004: Zwischen Nacht und Tag
- 2004: Mord am Meer
- 2004: Kebab Connection
- 2005: Nachtschicht – Tod im Supermarkt
- 2006: Nachtschicht – Der Ausbruch
- 2006: Reine Formsache
- 2008: 10 Sekunden
- 2008: Die Jagd nach dem Schatz der Nibelungen
- 2008: Putzfrau Undercover
- 2008: Schade um das schöne Geld
- 2008: Tatort – Salzleiche
- 2009: Kommissarin Lucas – Vergessen und Vergeben
- 2010: Tatort – Vergessene Erinnerung
- 2010: Tod in Istanbul
- 2010: Kommissarin Lucas – Aus der Bahn
- 2011: Lollipop Monster
- 2011: Die Relativitätstheorie der Liebe
- 2011: Tatort: Der Weg ins Paradies
- 2012: Geisterfahrer
- 2012: Schief gewickelt
- 2012: Trau niemals deiner Frau
- 2013: Der Wagner-Clan. Eine Familiengeschichte (Der Clan. Die Geschichte der Familie Wagner)
- 2013: Arnes Nachlass
- 2013: Nachtschicht – Geld regiert die Welt
- 2013: Die Kronzeugin – Mord in den Bergen
- 2013: Einmal Leben bitte
- 2014: Nachtschicht – Wir sind alle keine Engel
- 2014–2021: Kommissarin Heller (Fernsehserie)
  - 2014:  Tod am Weiher
  - 2014:  Der Beutegänger
  - 2015:  Querschläger
  - 2015:  Schattenriss
  - 2016:  Hitzschlag
  - 2016:  Nachtgang
  - 2018:  Vorsehung
  - 2019:  Herzversagen
  - 2021:  Panik
- 2015: Tod auf der Insel
- 2016: Schweigeminute
- 2016: Die Glasbläserin
- 2017: In Zeiten des abnehmenden Lichts
- 2019: Electric Girl
- 2019: Get Lucky – Sex verändert alles
- 2019: Der Club der singenden Metzger
- 2019: Unterm Birnbaum
- 2021: Bring mich nach Hause
- 2021: Der Palast
- ab 2023: Der Kroatien-Krimi (Fernsehserie)
  - 2023: Der Todesritt
  - 2023: Split vergisst nie
  - 2024: Scheidung auf Kroatisch
  - 2024: Die toten Frauen von Brac
- 2022: Die Bürgermeisterin
- 2023: Blutholz
- 2023: Der Bremerhaven-Krimi: Tödliche Fracht
- 2025: Lillys Verschwinden (Fernseh-Zweiteiler)